# Portrait de Bastien-Lepage

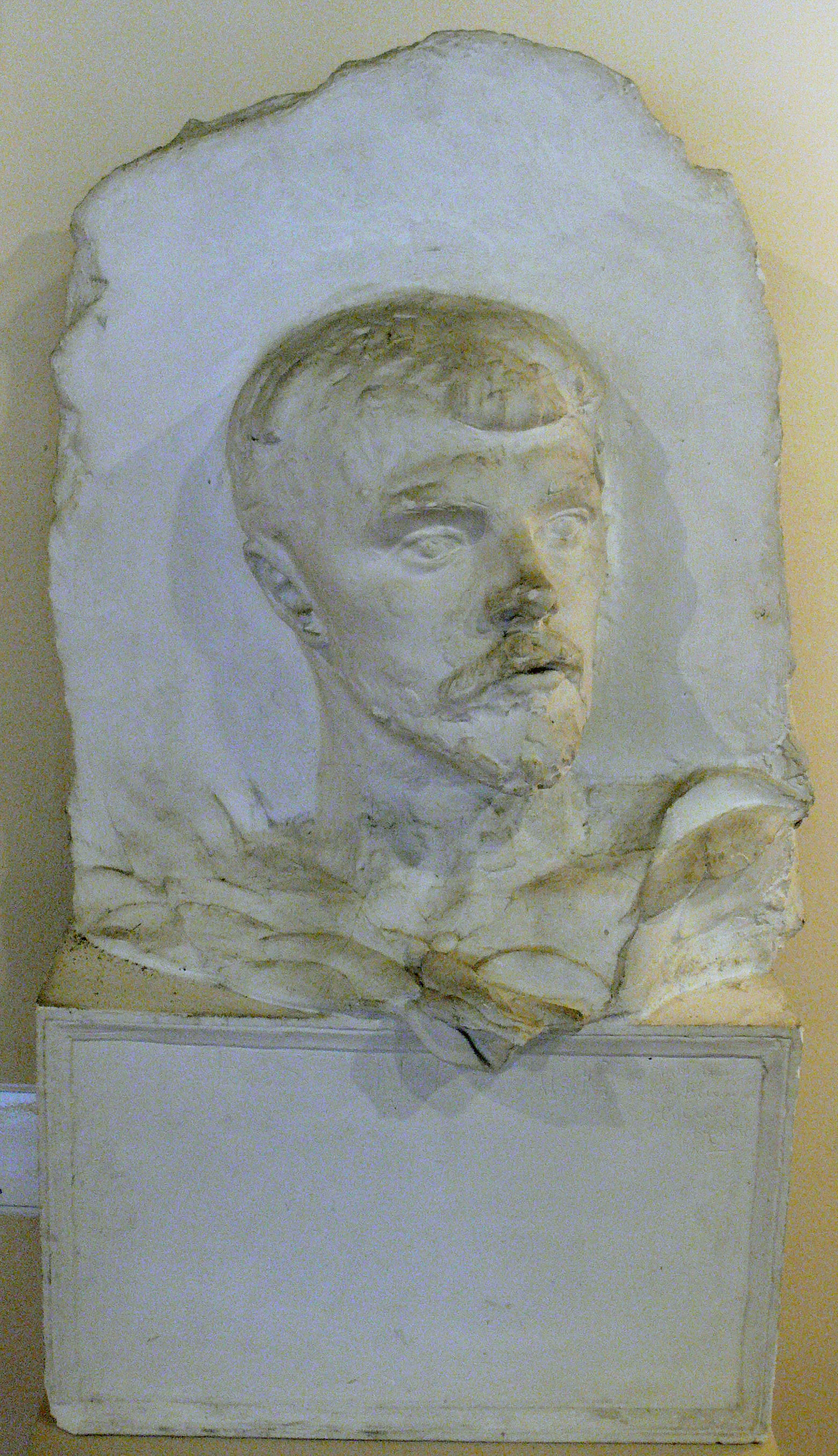
Portrait de Bastien-Lepage

Le Portrait de Bastien-Lepage est un bas-relief en plâtre réalisé par le sculpteur français Auguste Rodin. D'une hauteur de 77 cm, l'œuvre a été conçue avant 1893 ; l'année exacte n'est cependant pas connue.
Ce bas-relief représente l'artiste français Jules Bastien-Lepage. L'œuvre a probablement été réalisée après la mort de Bastien-Lepage, qui est décédé en 1884, à seulement 36 ans, afin de servir d'étude à une œuvre plus imposante pour lui rendre hommage.
Le bas-relief est exposé au musée Jean-Léon Gérôme de Vesoul.